# 番黍仔尾嶼
番黍仔尾嶼，又稱番沙尾，因島嶼形狀似玉米而得名，為台灣澎湖縣湖西鄉的一個島嶼，面積約0.0083平方公里，為湖西鄉面積最小的島嶼。島嶼位置在北寮村奎壁山東方，即澎湖本島東北角處，鄰近著名「摩西分海」景點赤嶼。該島長300公尺，寬100公尺，為澎湖少數由珊瑚碎屑堆積而成的沙洲島。退潮時該島與澎湖本島相連。